# Squee

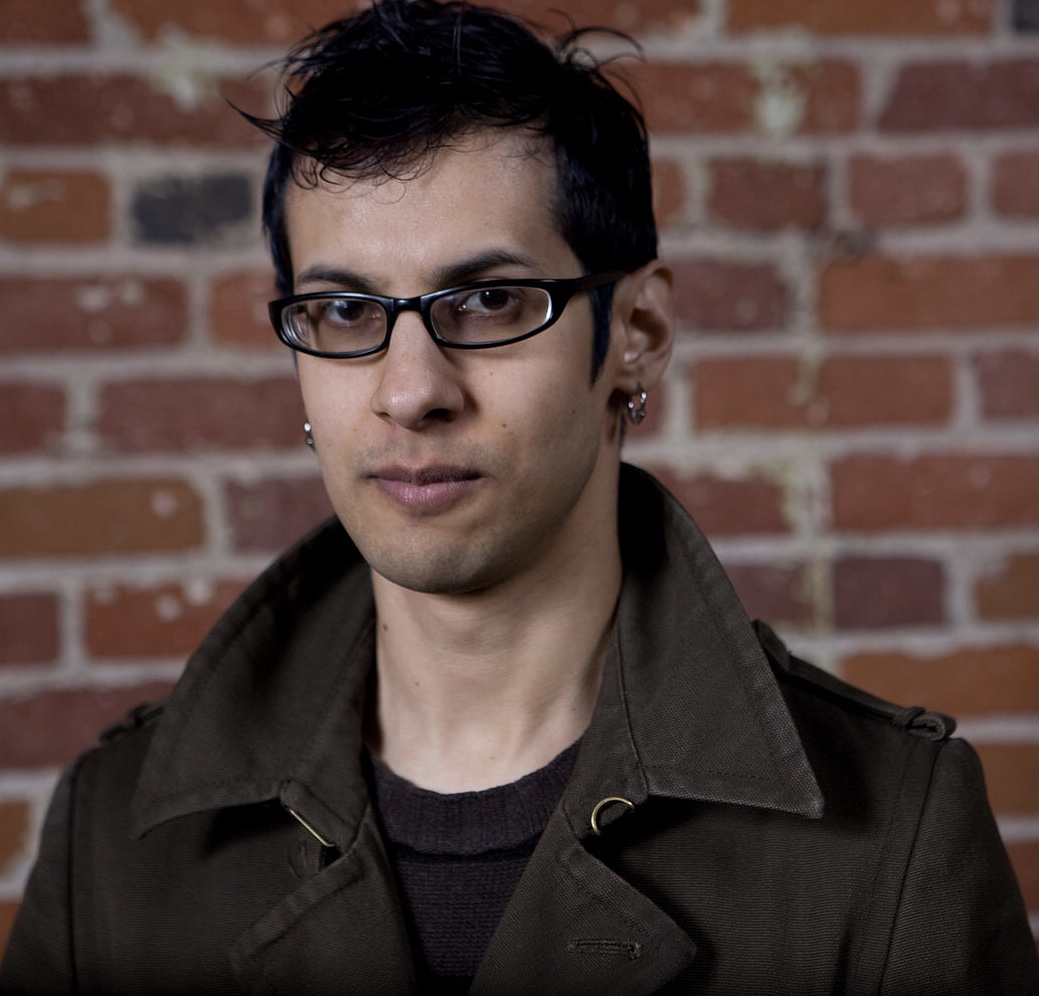
Jhonen Vásquez (Creador)

Squee fue una serie de cuatro números escrita y dibujada por Jhonen Vásquez y publicada por Slave Labor Graphics. También fue un personaje secundario de la serie anterior de Vásquez: "Johnny el maníaco homicida" La serie se recopiló finalmente como un nuevo papel de Comercio (TPB), titulado "Squee's Wonderful Big Giant Book of Unspeakable Horrors".

## General
Esta serie se centra en un joven llamado Todd Casil, también conocido como Squee. Un callado, introvertido y golpeado niño con poco apoyo de su familia, Squee se ha visto obligado a madurar un poco más rápido que sus compañeros. Es aficionado a la escritura, pero solo recibe críticas negativas por parte de su maestro y burlas de sus compañeros de clase. Cualquier intento que hace para desviar las hostilidades sólo terminan con el arrojado al barro o de otra manera aún más humillante. La madre de Squee es adicta a algún tipo de píldora y pasa mucho tiempo por ahí en un estado casi incoherente. A menudo olvida quien es Squee, o incluso que tiene un hijo. Su padre, dolorosamente consciente de la existencia de Squee, odia al chico y nunca se olvida de mencionar que Squee es el culpable de "arruinar" su vida, afirmando que "no ha sonreído una sola vez desde que [Squee] nació". Tiene poca paciencia para todo lo que Squee dice o hace, con el tiempo se convence de que Squee es mentalmente inestable, y para el final de la serie, él ingresa a Squee en la "Defective Head Meat Institute"(institución psiquiátrica).Squee también tiene un abuelo que justificadamente cree que sus hijos sólo están esperando que se muera para recoger algún tipo de herencia. Su abuelo dice que para mantenerse sano y joven debe consumir los primogénitos de sus hijos, y, posteriormente, intenta devorar a Squee, sólo para revelar de manera horrible que él es en realidad un cyborg y muy posiblemente loco.
El vecino de al lado de Squee es Johnny C. , alias " Nny ", el personaje principal de "Johnny el maníaco homicida" . " Nny " visita con regularidad a Squee tarde en la noche irrumpiendo en su habitación."Johnny el maníaco homicida" se centró más en el aspecto' Mentor ' o aspecto "hermano mayor" de la relación de " Nny " y Squee , pero poca interacción ocurre en la serie de Squee, Aparte del dibujo ocasional o nota dejada en la habitación de Squee , o breves referencias como: " el vecino loco" ( que aparece como paciente de la "Defective Head Meat Institute", donde Squee esta extrañamente complacido de verlo.) Squee sólo tiene un amigo, aunque sea uno posiblemente imaginario, el oso de peluche en ruinas al que se refiere cariñosamente como Shmee . Sólo una persona real hace cualquier intento de hacerse amigo de Squee , un niño llamado Pepito , quien resulta ser el Anticristo. Durante el transcurso de la serie , Squee se encuentra con: un asesino chihuahua ( que maltrata fatalmente el único compañero de clase que era amable con él) , compañeros de clase zombis, contratiempos deportivos, abducciones alienígenas, reclutamiento cercano en el ejército de Satanás , un encuentro con su yo del futuro , un fantasmal visitante , un gigante de los ácaros del polvo asesino y eventual internamiento en una institución psiquiátrica, a pesar de ser uno de los personajes más cuerdos en el cómic.

## Otros personajes notables de la serie

### Pepito
Una escena del "Johnny el maniaco homicida # 4" incluye una aparición temprana de Pepito. Este temprano y ligeramente diferente diseño de Pepito se puede ver en ese número, de la mano de su madre en el panel en el que Devi recuerda el día en que vio a Nny en la librería. Él también aparece con este mismo diseño en una pesadilla que Squee tiene después de que Johnny sale de su habitación al final del "Johnny el maníaco homicida # 7".
Pepito es un nuevo compañero de clase de Squee que resulta ser el Anticristo. Squee esta secretamente de acuerdo con los delirios apocalípticos de Pepito, pero no está muy seguro de si los que se han burlado o le han hecho daño en su vida merecen realmente ser castigados. Después de invitar a Squee a cenar una noche, Pepito confiesa su aburrimiento con el mundo humano, y se lo reclama a su padre, Satanás, que no tiene nadie con quien jugar en ese "infierno infernal". Esto lleva a Satanás a intentar reclutar a Squee en su ejército oscuro utilizando una metáfora que implica palitos de pan y nachos, entre otras cosas, básicamente se trataba de que la vida de Squee sería mejor en general y lo único que le pedía a cambio era renunciar a su alma. Squee declina amablemente la oferta de Satanás y este se deja caer de inmediato y desaparece permanentemente. A pesar de esto, Pepito sigue considerando que Squee y él son amigos.

### Shmee
Squee lleva junto a él un oso de peluche en ruinas que ha llamado Shmee. A menudo, Squee conversa con Shmee como si fuera una persona real, confiando en el oso de peluche, que al parecer responde en un diálogo no legible, pero habiendo un intercambio entre los dos, salvo una franja en la que Squee tiene una conversación con Shmee en sus sueños. Shmee dice ser un "Trauma-esponja", absorbiendo todos los sentimientos y experiencias negativas para almacenarlas en el interior de sí mismo por Squee. Él dice que esto evitará que Squee llegue algún día a ser como Johnny C. Durante los intercambios silenciosos que comparten en diversas ocasiones, Shmee a menudo sugiere a Squee hacer algo violento, como un incendio provocado en venganza por alguna falta cometida en su contra. Squee se ríe de estas sugerencias, suponiendo que Shmee está bromeando, aunque para el lector es bastante obvio que no lo es.

## Estructura
En cuanto a la estructura del cómic este, en sus primeros números, está compuesto de tiras que varían en su extensión de entre una y varias páginas en las que se presentan diversas aventuras de Johnny sin conexión aparente pero con la aparición de algunos personajes y tramas recurrentes en los diferentes capítulos. Posteriormente la serie evolucionaría hasta una cierta continuidad con capítulos centrados en los porqués y la razón de ser del personaje principal pero sin olvidar, por otro lado, el factor autoconclusivo de la serie. En definitiva, Johnny el Maniaco Homicida es cómic que habla de cosas serias pero al que hay que saber no tomarse en serio a la hora de leer para poder disfrutarlo. Resulta una lectura extrema y enfermiza de la mente pertubada y la vez terroríficamente lúcida de Jhonen Vasquez pero es una divertida propuesta sin complejos y sin mesura y eso, en ocasiones, sienta muy bien. Johnny el Maniaco Homicida es una bofetada en toda la cara a los convencionalismos y los tópicos y Jhonen Vasquez es un autor a tener en cuenta -aunque no para seguir muy de cerca por si acaso- que ha demostrado ya su acierto en otros campos como el de la televisión con una serie de dibujos ya de culto como es Invasor Zim.

## Sinopsis
Se cuenta la historia episódicamente con poca continuidad entre cada capítulo.

### Volumen #1
La serie comienza con Squee en la cama rezando por su padre para ser feliz, cuando se da cuenta de que su oso de peluche, Shmee, no está en la cama en la que debería estar, lo encuentra en el armario en el que dos alienígenas están a la espera de secuestrar a Squee para experimentar con él. Otro par de alienígenas, que son notablemente más inteligente que el primer par , aparece, y ambos equipos discuten sobre quién debe quedarse con Squee y realizar sus pruebas en él , hasta que el segundo par logra engañar al primero y tomar a Squee para ellos. Squee más tarde regresa a casa justo a tiempo para ir a la escuela al día siguiente . En el camino ve que su único amigo es atacado por un perro pequeño después de su almuerzo, que procede a arrastrarlo a su pequeña casa canina donde se supone que murió . En la escuela, un nuevo chico llamado Pepito se une a la clase , y dice ser el anticristo. Pepito queda inmediatamente asqueado por todos los miembros de la clase a excepción de Squee quién se siente de la misma manera que él acerca de los demás. Pepito ataca violentamente a los demás alumnos y diezma a la escuela, hasta que el profesor da por terminada la clase del día .

### Volumen #2
Durante un viaje familiar, Squee es dejado en un restaurante para ir al baño. Mientras que en el urinario, Squee oye a un hombre en el sanitario gimiendo y gritando. A medida que el ruido se hace más y más fuerte, Squee se vuelve más nervioso, hasta que un charco de sangre que fluye por debajo del sanitario y Squee huye en terror. Más tarde, un hombre vestido con un gran traje de Squee aparece bruscamente desde el techo, y dice ser su yo del futuro, un Squee adulto, pero antes de que pueda decir nada digno de mención, los estragos de las técnicas de tiempo de viaje no perfeccionados licúan su columna vertebral. Esa noche, Squee sueña que está teniendo una conversación con Shmee, quien le cuenta la naturaleza de su existencia, en donde actúa como una "trauma-esponja" para Squee, absorbiendo todas las cosas malas que le pasan a él. El abuelo viene de visita al día siguiente, y trata de comerse a Squee para ganar vitalidad. Este número fue creado en su totalidad con un pincel, en lugar de la pluma habitual de Vásquez y la técnica de tinta.

### Volumen #3
Squee se vuelve paranoico creyendo que los ácaros del polvo están por todas partes, cuando un gran ácaro cae de su almohada. Enojado por haber sido perturbado, el ácaro intenta matar a Squee. Squee se despierta en la noche por el fantasma de una chica muerta que murió en su habitación. En la escuela Squee se encuentra con un perro que parece querer ser su amigo, pero Squee se da cuenta de que siempre cosas terribles le suceden a las personas a su alrededor e intenta mantener al perro alejado (Poco después, el perro fue atropellado por un coche) Después de la escuela Squee es invitado a cenar a la casa de Pepito, donde conoce al padre de Pepito, Satanás (también conocido como Señor Diablo, que también apareció en la edición #6 de "Johnny el maníaco homicida") que intenta reclutarlo para su ejército sin alma de la Oscuridad.

### Volumen #4
Squee, una vez más se ve acompañado por la primera pareja de alienígenas que intentaron secuestrarlo en el número 1, esta vez logra convencerlos de que sería más inteligente que secuestraran a sus padres, y estuvieron de acuerdo con la idea. En la escuela, Squee es intimidado por un grupo de niños y luego se echó a reír a una chica que es golpeada luego con una pelota de béisbol, haciendo que el ojo se le salga y Squee huye gritando. En clase, Squee cuestiona un libro de texto errata, lo que enoja a su maestro y le pide a los otros estudiantes atacarlo. Squee se da cuenta de que sus compañeros de clase se han convertido en zombis por la administración estudiantil para que puedan seguir las órdenes del profesor. Squee es salvado por Pepito que procede a destruir toda la escuela. En casa, los padres de Squee regresan de su secuestro y deciden ingresar a Squee en una institución psiquiátrica, donde se reunió brevemente con Johnny C., que está allí como voluntario para el estudio del sueño.